# Північна сото
Північна сото (іноді також пе́ді, сепе́ді) — мова групи банту, що належить до підгрупи сото-тсвана і поширена головним чином у Південно-Африканській Республіці, на півночі і сході ареалу сото-тсвана. Одна з 11 офіційних мов ПАР. Назва педі, або сепеді, іноді застосовувана до північного сото, належить, щиро кажучи, тільки до діалекту роду педі (бапеді), на основі якого розвивається офіційна мова: офіційна назва мови — Sesotho sa Leboa («північна сото»).
Ідіоми, які обслуговуються літературною мовою, являють собою діалектний континуум: всі вони більш-менш взаємозрозумілі; крім того, всі вони досить близькі до двох інших мов підгрупи S.30 — сесото і тсвана. Письмову мову створили німецькі місіонери (перш за все К. Ендеманн і П. Е. Швельнусс) для перекладу Біблії на початку XX століття. В епоху апартеїду для північних сото був створений бантустан Лебова, у зв'язку з чим відбувалося більш-менш активне мовне будівництво. На 2015 рік північна сото є офіційною мовою в ПАР, ведеться викладання мови в початковій і середній школі, теле- і радіопрограми. Північна сото є мовою більшості в трьох з п'яти районів провінції Лімпопо (Ватерберг, Тропік Козерога і Секхукхуне), а ще в одному (Мопані) є однією з двох основних мов (нарівні з тсонга).
Для північної сото характерна висока діалектна роздрібненість. На сході ареалу поширені діалекти паї, пулана і кутсве, які досить сильно відрізняються від інших; іноді їх виділяють в окрему групу «східних сото».